# Эвиньи
Эвиньи́ (фр. Évigny) — коммуна во Франции, находится в регионе Шампань — Арденны. Департамент коммуны — Арденны. Входит в состав кантона Западно-центральный Мезьер. Округ коммуны — Шарлевиль-Мезьер.
Код INSEE коммуны — 08160.
Коммуна расположена приблизительно в 195 км к северо-востоку от Парижа, в 90 км севернее Шалон-ан-Шампани, в 6 км к юго-западу от Шарлевиль-Мезьера.

## Население
Население коммуны на 2008 год составляло 195 человек.
| 1962 | 1968 | 1975 | 1982 | 1990 | 1999 | 2008 |
| ---- | ---- | ---- | ---- | ---- | ---- | ---- |
| 130  | 140  | 141  | 208  | 198  | 194  | 195  |

## Экономика
В 2007 году среди 128 человек в трудоспособном возрасте (15—64 лет) 91 были экономически активными, 37 — неактивными (показатель активности — 71,1 %, в 1999 году было 72,7 %). Из 91 активных работали 79 человек (43 мужчины и 36 женщин), безработных было 12 (7 мужчин и 5 женщин). Среди 37 неактивных 14 человек были учениками или студентами, 13 — пенсионерами, 10 были неактивными по другим причинам.

## Фотогалерея
- Эвиньи
- Мэрия
- Церковь Сен-Дени
- Придорожный крест